# Dick Southwood
Leslie Frank Southwood –conocido como Dick Southwood– (Fulham, 18 de enero de 1906-Long Wittenham, 7 de febrero de 1986) fue un deportista británico que compitió en remo. Participó en dos Juegos Olímpicos de Verano, en los años 1932 y 1936, obteniendo una medalla de oro en Berlín 1936 en la prueba de doble scull.

## Palmarés internacional
| Juegos Olímpicos | Juegos Olímpicos  | Juegos Olímpicos | Juegos Olímpicos |
| Año              | Lugar             | Medalla          | Prueba           |
| ---------------- | ----------------- | ---------------- | ---------------- |
| 1936             | Berlín (Alemania) | Medalla de oro   | Doble scull      |